# Pallacanestro Reggiana 2016-2017
Questa voce raccoglie le informazioni riguardanti la Pallacanestro Reggiana nelle competizioni ufficiali della stagione 2016-2017.

## Stagione
La stagione 2016-2017 della Pallacanestro Reggiana sponsorizzata Grissin Bon, è la 19ª nel massimo campionato italiano di pallacanestro, la Serie A.

## Divise
| casa | trasferta |

## Roster
Aggiornato al 23 maggio 2017.
| Grissin Bon Reggio Emilia 2016-17 | Grissin Bon Reggio Emilia 2016-17 |
| Giocatori                         | Staff tecnico                     |
| --------------------------------- | --------------------------------- |

| N. | Naz.                                           | Ruolo | Nome               | Anno | Alt.   | Peso   |  |
| -- | ---------------------------------------------- | ----- | ------------------ | ---- | ------ | ------ |  |
| 4  | Italia (bandiera)                              | GA    | Pietro Aradori (C) | 1988 | 194 cm | 95 kg  |  |
| 5  | Stati Uniti (bandiera) · Montenegro (bandiera) | P     | Derek Needham      | 1990 | 180 cm | 83 kg  |  |
| 6  | Italia (bandiera)                              | AG    | Achille Polonara   | 1991 | 205 cm | 92 kg  |  |
| 7  | Guyana (bandiera)                              | A     | Delroy James       | 1987 | 203 cm | 100 kg |  |
| 8  | Italia (bandiera)                              | G     | Amedeo Della Valle | 1993 | 196 cm | 86 kg  |  |
| 9  | Italia (bandiera)                              | P     | Andrea De Nicolao  | 1991 | 185 cm | 75 kg  |  |
| 10 | Stati Uniti (bandiera)                         | C     | Jalen Reynolds     | 1992 | 206 cm | 105 kg |  |
| 11 | Lettonia (bandiera)                            | GA    | Artūrs Strautiņš   | 1998 | 196 cm | 80 kg  |  |
| 13 | Lituania (bandiera)                            | G     | Rimantas Kaukėnas  | 1977 | 192 cm | 84 kg  |  |
| 14 | Italia (bandiera)                              | C     | Riccardo Cervi     | 1991 | 214 cm | 115 kg |  |
| 15 | Serbia (bandiera)                              | AG    | Sava Lešić         | 1988 | 206 cm | 101 kg |  |
| 15 | Stati Uniti (bandiera)                         | AC    | Julian Wright      | 1987 | 203 cm | 107 kg |  |
| 16 | Italia (bandiera)                              | PG    | Federico Bonacini  | 1999 | 190 cm | 83 kg  |  |
| 17 | Italia (bandiera)                              | C     | Alessandro Lever   | 1998 | 202 cm | 100 kg |  |
| 18 | Italia (bandiera)                              | PG    | Stefano Gentile    | 1989 | 191 cm | 90 kg  |  |
| 19 | Stati Uniti (bandiera)                         | AC    | Jawad Williams     | 1983 | 206 cm | 102 kg |  |
| -  | Italia (bandiera)                              | P     | Riccardo Fontanili | 1998 | 185 cm |        |  |
| -  | Italia (bandiera)                              | PG    | Matteo Mammi       | 1997 | 184 cm |        |  |
| -  | Italia (bandiera)                              | C     | Alessandro Vigori  | 1999 | 209 cm | 102 kg |  |

| Allenatore                                                                                     |
| - Massimiliano Menetti                                                                         |
| Assistente/i                                                                                   |
| - Devis Cagnardi - Donatas Slanina Legenda - (C) Capitano - (IN) Inattivo - Infortunato Roster |

## Mercato

### Sessione estiva
| Acquisti | Acquisti       | Acquisti           | Acquisti   | Acquisti |
| R.       | Nome           | da                 | Modalità   |          |
| -------- | -------------- | ------------------ | ---------- | -------- |
| AG       | Sava Lešić     | Olimpija Lubiana   | definitivo |          |
| A        | Delroy James   | Enisey Krasnojarsk | definitivo |          |
| C        | Riccardo Cervi | Scandone Avellino  | definitivo |          |

| Cessioni | Cessioni            | Cessioni     | Cessioni       | Cessioni |
| R.       | Nome                | a            | Modalità       |          |
| -------- | ------------------- | ------------ | -------------- | -------- |
| AP       | Ojārs Siliņš        | Telekom Bonn | fine contratto |          |
| C        | Vladimir Veremeenko | Bamberger    | fine contratto |          |
| C        | Darjuš Lavrinovič   | Lietkabelis  | fine contratto |          |
| P        | Salvatore Parrillo  | Pall. Cantù  | fine contratto |          |
| G        | Rimantas Kaukėnas   |              | ritiro         |          |

### Dopo l'inizio della stagione
| Acquisti | Acquisti          | Acquisti       | Acquisti         | Acquisti   |
| R.       | Nome              | da             | Data             | Modalità   |
| -------- | ----------------- | -------------- | ---------------- | ---------- |
| C        | Jalen Reynolds    | Recanati       | 23 gennaio 2017  | definitivo |
| G        | Rimantas Kaukėnas | Pall. Reggiana | 6 gennaio 2017   | definitivo |
| AC       | Julian Wright     | Trabzonspor    | 4 maggio 2017    | definitivo |
| AC       | Jawad Williams    | AEK Atene      | 13 febbraio 2017 | definitivo |

| Cessioni | Cessioni     | Cessioni      | Cessioni         | Cessioni                |
| R.       | Nome         | a             | Data             | Modalità                |
| -------- | ------------ | ------------- | ---------------- | ----------------------- |
| A        | Delroy James | Balıkesir     | 11 gennaio 2017  | risoluzione consensuale |
| AG       | Sava Lešić   | Mega Belgrado | 24 febbraio 2017 | risoluzione consensuale |